# Hans Steinwender
Hans Steinwender (* 21. März 1898 in Hermagor-Pressegger See, Kärnten; † 12. November 1991 ebenda) war ein österreichischer Politiker (WdU).

## Kurzbiografie
Nach Besuch der Volksschule und der Bürgerschule im heute slowenischen Maribor absolvierte Hans Steinwender eine landwirtschaftliche Fachschule in Wolfsberg. 1928 übernahm er von seinem Vater dessen Bauernhof. Über den weiteren Werdegang Steinwenders ist wenig bekannt. Er war Obmann einiger landwirtschaftlicher Organisationen.
Von Dezember 1951 bis März 1953 war Hans Steinwender Mitglied des Bundesrats in Wien.